# Eberlanzia clausa
Eberlanzia clausa är en isörtsväxtart som först beskrevs av Moritz Kurt Dinter, och fick sitt nu gällande namn av Schwant. Eberlanzia clausa ingår i släktet Eberlanzia och familjen isörtsväxter. Inga underarter finns listade i Catalogue of Life.